# Aricia minor
Aricia minor är en fjärilsart som beskrevs av Blackie 1919. Aricia minor ingår i släktet Aricia och familjen juvelvingar. Inga underarter finns listade i Catalogue of Life.